# Stevensons Island
Stevensons Island ist eine Insel im Lake Wānaka, in der Region Otago auf der Südinsel von Neuseeland.

## Geographie
Stevensons Island befindet sich in dem Stevensons Arm genannten Seitenarm des Lake Wānaka Die 325 m hohe Insel, die rund 10 km nördlich von Wanaka zu finden ist, erstreckt sich über rund 1,4 km in Nordnordwest-Südsüdost-Richtung und misst an der breitesten Stelle rund 610 m in Ost-West-Richtung. Sie umfasst dabei eine Fläche von rund 65 Hektar.
Westlich von Stevensons Island erstreckt sich über 8,6 km die The Peninsula genannte Halbinsel. Sie bildet das westliche Ufer des Stevensons Arm.

## Schutzgebiet
Die Insel, die frei von Prädatoren ist, hat den Schutzstatus eines Scenic Reserve bekommen und wird vom Department of Conservation verwaltet. Auf der Insel sind keine Hunde und kein Feuer erlaubt.